# 布利斯 (愛達荷州)
布利斯（英語：Bliss）是一個位於美國愛達荷州古丁縣的城市。

## 地理
布利斯的座標為42°55′34″N 114°56′55″W / 42.92611°N 114.94861°W，而該地的平均海拔高度為997米（即3271英尺）。

## 人口
根據2010年美國人口普查的數據，布利斯的面積為1.91平方千米，當中陸地面積為1.91平方千米，而水域面積為0.00平方千米。當地共有人口318人，而人口密度為每平方千米166.49人。